# Полуцький Олександр Володимирович
Олекса́ндр Володи́мирович Полу́цький (20 березня 1977 — 9 травня 2016) — солдат Збройних сил України, учасник російсько-української війни.

## Життєпис
Народився 1977 року в селі Волошинівка (Баришівський район). Закінчив 9 класів волошинівської ЗОШ, Білоцерківське педагогічне училище, здобув професію вчителя. 4 роки працював у Перемозькій середній школі. Втратив рано батька, перейняв обов'язки господаря, дбав про маму Ніну Григорівну та сестру Віту.
З початком війни почуття справедливості покликало Олександра піти до війська. Із серпня 2015 року — в складі 79-ї окремої аеромобільної бригади ЗСУ, 7-ма рота швидкого реагування, солдат, стрілець-помічник гранатометника.
3 травня 2016 року Олександр перебував на позиції з побратимами, обстрілів цього дня під Мар'їнкою не було, був єдиний постріл ворожого снайпера. Який поцілив в Олександра. Майже тиждень перебував у критичному стані, але 9 травня помер у Дніпропетровській лікарні ім. Мечникова.
Без Олександра лишились мама та сестра.
Похований в селі Волошинівка Баришівського району.

## Нагороди та вшанування
- Указом Президента України № 258/2016 від 17 червня 2016 року «за особисту мужність і високий професіоналізм, виявлені у захисті державного суверенітету та територіальної цілісності України, вірність військовій присязі» — нагороджений орденом «За мужність» III ступеня (посмертно)[1]
- 13 жовтня 2016 року у Волошинівській ЗОШ відкрито меморіальну дошку Полуцькому Олександру.